# E571 (trasa europejska)
E571 – trasa europejska łącznikowa (kategorii B), biegnąca przez południową Słowację. 
E571 zaczyna się w Bratysławie, gdzie odbija od trasy europejskiej E75 (autostrady D1). Biegnie szlakami dróg krajowych: 
- nr 61 (do Senca),
- nr 62 (Senec - Sereď),
- nr 51 (Sereď - Nitra),
- nr 65 (Nitra - Žiar nad Hronom - Šašovské Podhradie),
- drogi ekspresowej R2 (Šašovské Podhradie - Zwolen),
- drogi krajowej nr 16 (Zwolen - Lučenec - Koszyce).

W Koszycach E571 łączy się z trasami europejskimi E50 i E71. 
Szlak trasy E571 pokrywa się ze szlakami projektowanych słowackich dróg ekspresowych R1 (na odcinku Sereď - Zvolen) i R2 (na odcinku Zvolen - Koszyce). 
Ogólna długość trasy E571 wynosi około 415 km. 